# Associazione Calcio Legnano 2003-2004
Questa pagina raccoglie le informazioni riguardanti l'Associazione Calcio Legnano nelle competizioni ufficiali della stagione 2003-2004.

## Stagione

Cristiano Scapolo, al Legnano dal 2001 al 2004

La panchina lilla, nella stagione 2003-2004, viene affidata a Pierluigi Casiraghi. Il calciomercato è incentrato perlopiù sull'arrivo di giovani promettenti, a cui sono aggiunti alcuni elementi di esperienza. Sono acquistati i difensori Sandro Schenone, Cristian Maggioni, Daniele Ricci, Luca Bretti e Gianluca Giovannini, i centrocampisti Romeo Papini e Youssouf Kone e gli attaccanti Altin Shala, Alessandro Livi, Dani Chigou, José Silva Dos Anjos e Vittorio Torino. L'obiettivo dichiarato della dirigenza è quello di accedere ai play-off.
Nella stagione 2003-04 il Legnano disputa il girone A del campionato di Serie C2. Con 41 punti finali in classifica, per salvarsi, deve disputare il play-out contro il Savona, che ha chiuso il campionato al sedicesimo posto con 38 punti. Con due pareggi (0-0) e (1-1), e grazie al miglior piazzamento in campionato, i Lilla non retrocedono. Il torneo viene vinto dal Mantova con 64 punti, che ottiene la promozione diretta in Serie C1, mentre la seconda promossa è la Cremonese, che invece vince i playoff. Nel mercato di riparazione vengono ceduti i difensori Emanuele Tresoldi e Antonio Bucci, i centrocampisti Cristiano Scapolo, Stefano Sala e Youssouf Kone e gli attaccanti Dani Chigou e José Silva Dos Anjos, mentre arrivano in lilla il difensore Cristiano Bacci, i centrocampisti Michele Garegnani, Oscar Damiani, Davide Andorno, Andrea Tagliaferri e Alessandro Marzio e gli attaccanti Simone Iacobellis e Luca Ferretti. A causa dei risultati lontani dagli obiettivi iniziali, a metà stagione, l'allenatore Pierluigi Casiraghi è esonerato e viene sostituito da Stefano Di Chiara, ma senza ottenere il risultato sperato. Invece, in Coppa Italia Serie C, il Legnano, dopo essere giunto secondo nel girone B, viene eliminato ai sedicesimi di finale dalla Pro Patria.
La fine della stagione è anche segnata dalla diatriba tra la Lega Calcio di Serie C e l'azienda che possiede la compagnia telefonica 3; quest'ultima ha l'intenzione di sponsorizzare profumatamente il Legnano a fronte della cessione dei diritti televisivi delle partite dei Lilla, le cui sintesi sarebbero state trasmesse sui telefoni cellulari e nelle pause pubblicitarie del programma televisivo della RAI Quelli che il calcio.... La Lega si oppone pretendendo un'adeguata contropartita economica, pretesa che viene respinta facendo sfumare l'affare. Se l'affare fosse andato in porto, il Legnano avrebbe avuto, come minimo, i fondi necessari per allestire una squadra da Serie C1 o, forse, anche da categorie superiori.

## Divise e sponsor
| Stagione |

## Organigramma societario
Area direttiva
- Presidente: Antonio Di Bari
- Direttore generale: Alberto Ciapparelli, poi Sandro Turotti

Area tecnica
- Allenatore: Pierluigi Casiraghi, a seguire Stefano Di Chiara

## Rosa
| N. |                           | Ruolo | Calciatore           |
| -- | ------------------------- | ----- | -------------------- |
|    | Italia (bandiera)         | C     | Davide Andorno       |
|    | Italia (bandiera)         | D     | Cristiano Bacci      |
|    | Italia (bandiera)         | D     | Luca Bretti          |
|    | Italia (bandiera)         | D     | Antonio Bucci        |
|    | Italia (bandiera)         | D     | Roberto Capetti      |
|    | Camerun (bandiera)        | A     | Dani Chigou          |
|    | Italia (bandiera)         | D     | Flavio Chiti         |
|    | Italia (bandiera)         | C     | Oscar Damiani        |
|    | Brasile (bandiera)        | A     | José Silva Dos Anjos |
|    | Italia (bandiera)         | A     | Luca Ferretti        |
|    | Italia (bandiera)         | C     | Michele Garegnani    |
|    | Italia (bandiera)         | D     | Gianluca Giovannini  |
|    | Italia (bandiera)         | A     | Simone Iacobellis    |
|    | Costa d'Avorio (bandiera) | C     | Youssouf Kone        |

| N. |                    | Ruolo | Calciatore             |
| -- | ------------------ | ----- | ---------------------- |
|    | Italia (bandiera)  | A     | Alessandro Livi        |
|    | Italia (bandiera)  | D     | Cristian Maggioni      |
|    | Italia (bandiera)  | P     | Enrico Maria Malatesta |
|    | Italia (bandiera)  | C     | Alessandro Marzio      |
|    | Italia (bandiera)  | C     | Romeo Papini           |
|    | Italia (bandiera)  | D     | Daniele Ricci          |
|    | Italia (bandiera)  | C     | Stefano Sala           |
|    | Italia (bandiera)  | C     | Cristiano Scapolo      |
|    | Italia (bandiera)  | D     | Sandro Schenone        |
|    | Albania (bandiera) | A     | Altin Shala            |
|    | Italia (bandiera)  | C     | Andrea Tagliaferri     |
|    | Italia (bandiera)  | C     | Diuk Ronny Toma        |
|    | Italia (bandiera)  | A     | Vittorio Torino        |
|    | Italia (bandiera)  | D     | Emanuele Tresoldi      |

## Risultati

### Campionato

#### Girone di andata
| Arbitro: | Balsamo (Tivoli) |

|            |           |            |
| Nodari 67’ | Marcatori | 27’ Chigou |

| Arbitro: | Gentile (Termoli) |

|           |           |  |
| Shala 69’ | Marcatori |  |

| Arbitro: | Ciancaleoni (Foligno) |

|              |           |           |
| Andreini 23’ | Marcatori | 5’ Torino |

| Arbitro: | Didato (Agrigento) |

|                 |           |                                       |
| Torino 20’, 54’ | Marcatori | 77’ R. Taddei 83’ (rig.) Prisciandaro |

| Arbitro: | Giglioni (Siena) |

|          |           |  |
| Toma 78’ | Marcatori |  |

| Arbitro: | Iannello (Genova) |

|                            |           |  |
| Zucco 39’ Zubin 50’ (rig.) | Marcatori |  |

| Arbitro: | Marzaloni (Rimini) |

|  |           |                            |
|  | Marcatori | 31’, 46’ Le Noci 64’ Nardi |

| Arbitro: | Zanardo (Conegliano) |

|              |           |  |
| Graziani 90’ | Marcatori |  |

| Arbitro: | Squillace (Catanzaro) |

|                   |           |                        |
| Torino 68’ (rig.) | Marcatori | 69’, 84’ (rig.) Pelati |

| Arbitro: | Didato (Agrigento) |

|  |           |                              |
|  | Marcatori | 12’ (rig.) Tresoldi 84’ Livi |

| Arbitro: | Ciliberto (Merano) |

|  |           |           |
|  | Marcatori | 67’ Bello |

| Arbitro: | Mannella (Avezzano) |

|                |           |  |
| Ike Nwigwe 67’ | Marcatori |  |

| Arbitro: | Marrocco (Pisa) |

|                                         |           |            |
| Amassoka 36’ Galassi 42’, 59’ Bersi 63’ | Marcatori | 57’ Torino |

| Arbitro: | C. Rubino (Salerno) |

|                   |           |               |
| Torino 72’ (rig.) | Marcatori | 9’ Sorrentino |

| Arbitro: | Iannello (Genova) |

|            |           |  |
| Baresi 67’ | Marcatori |  |

| Arbitro: | Musolino (Taranto) |

|                      |           |             |
| Shala 12’ Torino 25’ | Marcatori | 22’ Sessolo |

| Savona 6 gennaio 2004 17ª giornata | Savona           | 0 – 0 | Legnano | Stadio Valerio Bacigalupo\| Arbitro: \| Balsamo (Tivoli) \| |
| Arbitro:                           | Balsamo (Tivoli) |       |         |                                                             |

#### Girone di ritorno
| Arbitro: | Masin (Cervignano del Friuli) |

|            |           |  |
| Torino 10’ | Marcatori |  |

| Arbitro: | Italiani (L'Aquila) |

|             |           |                   |
| Putelli 43’ | Marcatori | 55’ (rig.) Torino |

| Arbitro: | Celi (Bari) |

|          |           |  |
| Toma 43’ | Marcatori |  |

| Arbitro: | G. Rubino (Salerno) |

|                           |           |  |
| Coletto 11’ R. Taddei 16’ | Marcatori |  |

| Monza 15 febbraio 2004 22ª giornata | Monza         | 0 – 0 | Legnano | Stadio Brianteo\| Arbitro: \| Prato (Lecce) \| |
| Arbitro:                            | Prato (Lecce) |       |         |                                                |

| Arbitro: | Gentile (Termoli) |

|           |           |            |
| Shala 41’ | Marcatori | 23’ Egbedi |

| Arbitro: | Padovan (Conegliano) |

|            |           |             |
| Merzek 57’ | Marcatori | 27’ Damiani |

| Arbitro: | Giglioni (Siena) |

|  |           |              |
|  | Marcatori | 49’ Graziani |

| Meda 14 marzo 2004 26ª giornata | Meda              | 0 – 0 | Legnano | Stadio Città di Meda\| Arbitro: \| Forconi (Aprilia) \| |
| Arbitro:                        | Forconi (Aprilia) |       |         |                                                         |

| Arbitro: | Masiero (Mestre) |

|  |           |                      |
|  | Marcatori | 22’ Abate 85’ Sinato |

| Arbitro: | De Luca (Pescara) |

|                             |           |                                  |
| Lauria 38’ S. Nicoletti 62’ | Marcatori | 39’ (rig.), 79’ Torino 44’ Shala |

| Legnano 4 aprile 2004 29ª giornata | Legnano      | 0 – 0 | Pro Vercelli | Stadio Giovanni Mari\| Arbitro: \| Russo (Nola) \| |
| Arbitro:                           | Russo (Nola) |       |              |                                                    |

| Legnano 10 aprile 2004 30ª giornata | Legnano             | 0 – 0 | Montichiari | Stadio Giovanni Mari\| Arbitro: \| Giachero (Pinerolo) \| |
| Arbitro:                            | Giachero (Pinerolo) |       |             |                                                           |

| Arbitro: | Finazzi (Torino) |

|  |           |          |
|  | Marcatori | 6’ Bacci |

| Arbitro: | Nappi (Napoli) |

|           |           |              |
| Bacci 78’ | Marcatori | 46’ Federici |

| Belluno 2 maggio 2004 33ª giornata | Belluno     | 0 – 0 | Legnano | Stadio Polisportivo\| Arbitro: \| Bo (Genova) \| |
| Arbitro:                           | Bo (Genova) |       |         |                                                  |

| Arbitro: | G. Salerno (Salerno) |

|                    |           |  |
| Andorno 54’ (rig.) | Marcatori |  |

#### Play-out
| Savona 23 maggio 2004 Andata | Savona              | 0 – 0 | Legnano | Stadio Valerio Bacigalupo\| Arbitro: \| Caristia (Siracusa) \| |
| Arbitro:                     | Caristia (Siracusa) |       |         |                                                                |

| Arbitro: | Zanzi (Lugo di Romagna) |

|          |           |             |
| Shala 1’ | Marcatori | 31’ Peluffo |

### Coppa Italia Serie C

#### Girone B
| Legnano 17 agosto 2003 1ª giornata | Legnano          | 0 – 0 | Valenzana | Stadio Giovanni Mari\| Arbitro: \| Zanchin (Biella) \| |
| Arbitro:                           | Zanchin (Biella) |       |           |                                                        |

| 20 agosto 2003 2ª giornata |  | – Turno di riposo per il Legnano |  |  |

| Arbitro: | Giachero (Pinerolo) |

|                |           |           |
| Margheriti 42’ | Marcatori | 4’ Chigou |

| Arbitro: | Finazzi (Torino) |

|                            |           |                                   |
| Torino 10’ (51) Chigou 70’ | Marcatori | 42’ Galimberti 81’ (rig.) Pelatti |

| Arbitro: | Dattrino (Torino) |

|            |           |                     |
| Rinino 55’ | Marcatori | 20’ Papini 86’ Toma |

#### Sedicesimi di finale
| Arbitro: | Finazzi (Torino) |

|  |           |                 |
|  | Marcatori | 73’ Karasavvdis |

| Busto Arsizio 19 novembre 2003 Ritorno | Pro Patria          | 0 – 0 | Legnano | Stadio Carlo Speroni\| Arbitro: \| Giachero (Pinerolo) \| |
| Arbitro:                               | Giachero (Pinerolo) |       |         |                                                           |

## Statistiche

### Statistiche di squadra
| Competizione         | Punti | Totale | Totale | Totale | Totale | Totale | Totale | DR |
| Competizione         | Punti | G      | V      | N      | P      | Gf     | Gs     | DR |
| -------------------- | ----- | ------ | ------ | ------ | ------ | ------ | ------ | -- |
| Serie C2             | 41    | 34     | 9      | 14     | 11     | 24     | 32     | -8 |
| Coppa Italia Serie C | 8     | 4      | 2      | 2      | 0      | 6      | 4      | +2 |

### Statistiche dei giocatori
| Giocatore          | Serie C2 | Serie C2 |
| Giocatore          | Presenze | Reti     |
| ------------------ | -------- | -------- |
| D. Andorno         | 13       | 1        |
| C. Bacci           | 11       | 2        |
| L. Bretti          | 18       | 0        |
| A. Bucci           | 6        | 0        |
| R. Capetti         | 14       | 0        |
| D. Chigou          | 19       | 1        |
| F. Chiti           | 20       | 0        |
| O. Damiani         | 9        | 1        |
| J. Silva Dos Anjos | 10       | 0        |
| L. Ferretti        | 6        | 0        |
| M. Garegnani       | 4        | 0        |
| G. Giovannini      | 29       | 0        |
| S. Iacobellis      | 2        | 0        |
| Y. Kone            | 15       | 0        |
| A. Livi            | 29       | 1        |
| C. Maggioni        | 30       | 0        |
| E.M. Malatesta     | 35       | 0        |
| A. Marzio          | 15       | 0        |
| R. Papini          | 30       | 0        |
| D. Ricci           | 1        | 0        |
| S. Sala            | 2        | 0        |
| C. Scapolo         | 12       | 0        |
| S. Schenone        | 23       | 0        |
| A. Shala           | 33       | 5        |
| A. Tagliaferri     | 16       | 0        |
| D.R. Toma          | 32       | 2        |
| V. Torino          | 30       | 11       |
| E. Tresoldi        | 16       | 1        |